# Markus Solo

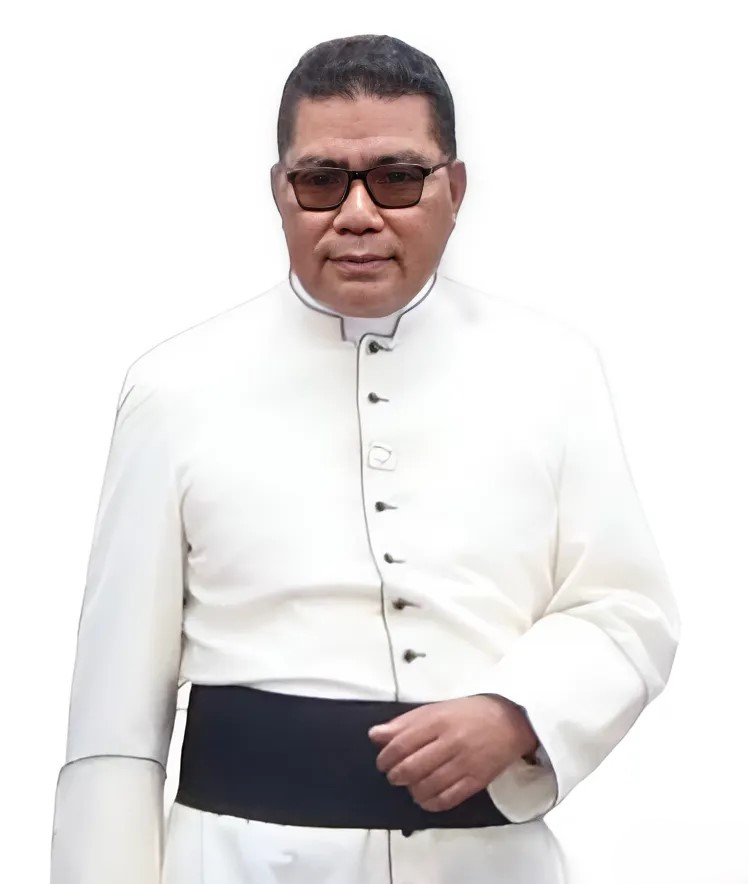
Markus Solo.

Markus Solo auch Markus Solo Kewuta (* 4. August 1968 in Lewouran, Ost-Flores, Ost-Nusa Tenggara, Indonesien) ist ein indonesischer Geistlicher der Steyler Missionare (SVD oder Gesellschaft des Göttlichen Wortes), einer römisch-katholischen Ordensgemeinschaft päpstlichen Rechts, und eine Persönlichkeit des christlich-muslimischen Dialogs, insbesondere mit dem Islam in Asien. Im Jahre 2007 holte ihn der Vatikan aus Wien, um beim Päpstlichen Rat für den Interreligiösen Dialog mitzuarbeiten. Er gehört seitdem zu den päpstlichen Beratern im Heiligen Stuhl bezüglich christlich-islamischer Beziehungen in der Welt.

## Leben
Der Ordensgemeinschaft der Gesellschaft des Göttlichen Wortes trat er 1988 bei. Von 1993 bis 1997 studierte er Theologie an der Theologischen Hochschule der Steyler Missionare in St. Gabriel, Mödling, Österreich (Master-Abschluss). 1999 bis 2002 studierte er Fundamentaltheologie an der Leopold-Franzens-Universität Innsbruck, Österreich, und schloss mit dem Doktorgrad in Fundamentaltheologie ab. Von 2002 bis 2005 studierte er klassisches Arabisch und Islamkunde am Dar-Comboni-Institut für Arabische Studien in Kairo, Ägypten, und am Päpstliches Institut für Arabische und Islamische Studien in Rom, Italien, wo er mit dem Grad eines Lizenziaten abschloss. Von 2005 bis 2006 diente er als Vikar in der Gemeinde der Dreifaltigkeitskirche in Wien. Zu dieser Zeit wurde er von Kardinal Christoph Schönborn damit beauftragt, im interreligiösen Dialog mit den Muslimen in Wien zu arbeiten. 2006 bis 2007 bekleidete er das Amt des Rektors des Afro-Asiatischen Instituts in Wien.
Seit 2007 ist er Mitarbeiter am Päpstlichen Rat für den Interreligiösen Dialog (Pontificio Consiglio per il Dialogo Interreligioso oder Pontifical Council for Interreligious Dialogue) im Vatikan. 
Er arbeitet für den christlich-islamischen Dialog in Asien und ist zugleich Vizepräsident der Stiftung Nostra Aetate im gleichen päpstlichen Rat für die Erziehung für den Frieden. 
2008 war er einer der katholischen Delegationsteilnehmer des ersten Seminars des Katholisch-Muslimischen Forums (Catholic–Muslim Forum) im Vatikan als Folge des offenen Briefes der 138 muslimischen Führer auf der ganzen Welt, u. a. an den Papst Benedikt XVI, unter dem Titel Common Word (Ein Wort, das uns und euch gemeinsam ist). In 2011 nahm er auch am zweiten Seminar des Forums in Jordanien teil.